# Grimpa-soques de Spix
El grimpa-soques de Spix (Xiphorhynchus spixii) és una espècie d'ocell de la família dels furnàrids (Furnariidae) que habita la selva humida de la conca de l'Amazones.

## Descripció
És un grimpa-soques de mida mitjana amb un bec lleugerament corbat. Té taques brillants al cap que s'engrandeixen en semicercles allargats amb vores fosques al mantell i parts inferiors. Es troba al sotabosc del bosc humit, on acompanya regularment ramats d'espècies mixtes i, de tant en tant, segueix eixams de formigues legionàries. La cançó és un tril ràpid que acaba amb un gemec. Es distingeix millor del similar grimpa-soques estriat pel seu bec més fosc, el cap més fosc i menys contrastat, i el cant i l'hàbitat diferents.

## Distribució
Té una ampla distribució al sud i est de Colòmbia, nord-oest i oest del Brasil amazònic, est del Perú, nord de Bolívia. Des de començament del segle xx nogensmenys ha perdut uns 40% del seu hàbitat natural. Sembla capaç adaptar-se a la fragmentació d'habitat i es troba en la categoria risc mínim de la Llista Vermella de la UICN.